# Chambre de métiers et de l'artisanat de Loire-Atlantique
La Chambre de métiers et de l'artisanat de la Loire-Atlantique représente les intérêts généraux de l’artisanat dans son environnement politique, économique et social.
La chambre a été créée par décret le 13 juillet 1930. Elle contribue au rayonnement et à la pérennité de l’artisanat local en étroite collaboration avec les organisations professionnelles du secteur.
Avec son Centre de formation d'apprentis, elle organise et assure les formations par alternance.
Avec ses antennes et agences interconsulaires délocalisées, elle apporte un appui de proximité aux entreprises artisanales du département.

## Organisation
Établissement public, la Chambre de métiers et de l’artisanat est gérée par 35 artisans élus. Elle est fédérée au niveau national par l'Assemblée permanente des chambres de métiers et de l'artisanat.
En plus de son siège à Sainte-Luce-sur-Loire.
Elle est présente à :
- Saint-Nazaire ;
- Ancenis ;
- Châteaubriant ;
- Clisson ;
- Machecoul.

## Services aux entreprises
La chambre accompagne le chef d’entreprise artisanale dans chaque étape de sa vie professionnelle :
- apprentissage - grâce à son Centre de formation d'apprentis, le CIFAM, qui forme dans les secteurs de :
  - l'alimentation
  - la restauration
  - l'automobile
  - le tertiaire
  - les métiers d'art

- création ou reprise d’entreprise
- formalités juridiques - Inscription au répertoire des métiers
- formation continue
- recrutement d'un apprenti
- développement
- transmission de son entreprise